# Чудније ствари (1. сезона)
Прва сезона америчке научнофантастичне телевизијске серије Чудније ствари, приказана је 15. јула 2016. Аутори серије су браћа Дафер који су такође њени извршни продуценти, поред Шона Ливија и Дена Коена.
У првој сезони глуме: Винона Рајдер, Дејвид Харбор, Фин Вулфхард, Мили Боби Браун, Гејтен Матаразо, Кејлеб Маклохлин, Наталија Дајер, Чарли Хитон, Кара Буоно и Метју Модин, док су у споредним улогама: Ноа Шнап, Џо Кири и Шенон Персер. Прва сезона добила је позитивне критике, посебно због своје оригиналности, карактеризације, визуелних ефеката, хумора и глуме (посебно Рајдерове, Харбора, Вулфхарда, Браунова и Модина).

## Радња
Прва сезона почиње у новембру 1983. године, када истраживачи из Националне лабораторије Хокинс отварају пукотину ка алтернативној димензији која се одражава на стварни свет. Чудовишно хуманоидно биће бежи и отима дечака по имену Вил Бајерс и тинејџерку по имену Барбара Холанд. Вилова мајка Џојс и шеф градске полиције Џим Хопер траже Вила. У исто време, девојчица са моћима телекинезе под именом „Једанаестица”, бежи из лабораторије и помаже Виловим пријатељима, Мајку, Дастину и Лукасу, у њиховим сопственим покушајима да пронађу Вила.

## Улоге

### Главне
- Винона Рајдер као Џојс Бајерс[3]
- Дејвид Харбор као Џим Хопер[3]
- Фин Вулфхард као Мајк Вилер[4]
- Мили Боби Браун[4] као Једанаестица
- Гејтен Матаразо као Дастин Хендерсон[4]
- Кејлеб Маклохлин као Лукас Синклер[4]
- Наталија Дајер као Ненси Вилер[4]
- Чарли Хитон као Џонатан Бајерс[4]
- Кара Буоно као Карен Вилер[5]
- Метју Модин као Мартин Бренер[6]

### Споредне
- Џо Кири као Стив Харингтон[7][8]
- Шенон Персер као Барбара „Барб” Холанд[9]
- Ноа Шнап као Вил Бајерс
- Рос Партриџ као Лони Бајерс[10]
- Роб Морган као полицајац Пауел
- Џон Пол Ренолдс као полицајац Калахан
- Рандал П. Хевенс као Скот Кларк
- Ејми Малинс као Тери Ајвс[11]
- Кетрин Дајер као Кони Фрејжер
- Пејтон Вич као Трој[12]
- Кејд Џоунс као Џејмс
- Честер Рашинг као Томи Х.
- Челси Талмаџ као Карол
- Тинсли и Анистон Прајс као Холи Вивер
- Крис Саливан као Бени Хамонд
- Тобајас Јелинек као главни агент
- Сузан Шалуб Ларкин као Флоренс („Фло”)

## Епизоде
| Бр. еп. (укупно) | Бр. еп. (у сезони) | Наслов                                   | Редитељ     | Сценариста                                      | Премијера     |
| ---------------- | ------------------ | ---------------------------------------- | ----------- | ----------------------------------------------- | ------------- |
| 1                | 1                  | Прво поглавље: Нестанак Вила Бајерса     | браћа Дафер | браћа Дафер                                     | 15. јул 2016. |
| 2                | 2                  | Друго поглавље: Чудакиња из Улице јавора | браћа Дафер | браћа Дафер                                     | 15. јул 2016. |
| 3                | 3                  | Треће поглавље: Божићна светла           | Шон Ливи    | Џесика Макленберг                               | 15. јул 2016. |
| 4                | 4                  | Четврто поглавље: Леш                    | Шон Ливи    | Џастин Добл                                     | 15. јул 2016. |
| 5                | 5                  | Пето поглавље: Бува и акробата           | браћа Дафер | Алисон Татлок                                   | 15. јул 2016. |
| 6                | 6                  | Шесто поглавље: Чудовиште                | браћа Дафер | Џеси Никсон Лопез                               | 15. јул 2016. |
| 7                | 7                  | Седмо поглавље: Када                     | браћа Дафер | Џастин Добл                                     | 15. јул 2016. |
| 8                | 8                  | Осмо поглавље: Наопаки свет              | браћа Дафер | Story by : Пол Дихтер Teleplay by : браћа Дафер | 15. јул 2016. |